# Cyril Aubin
Pour les articles homonymes, voir Aubin.
Cyril Aubin est un acteur français, né le 25 juin 1969 à Paris.
Il est notamment connu pour son rôle de Johnny dans la série télévisée Le Miel et les Abeilles et de Benoît dans la série télévisée Les Nouvelles Filles d'à côté.
Actif dans le doublage, il est aussi connu pour être l'une des voix françaises au sein de séries télévisées et films américains (Scream 2). Il prête également sa voix à l'animation (comme entre autres Neon Genesis Evangelion, Les Quatre Fantastiques : Les Plus Grands Héros de tous les temps ou Iron Man: Armored Adventures).

## Biographie
Il est le fils d’André Badin (de son vrai nom André Aubin).

### Carrière
À l’âge de 10 ans, Cyril Aubin fait ses débuts d'acteur dans des séries télévisées, des téléfilms et des films, notamment dans Croque la vie, aux côtés de Bernard Giraudeau et dans La Soupe aux choux en 1980.
À 16 ans, Cyril prend des cours de comédie et joue dans des pièces de théâtre, comme L’Hurluberlu en 1988, aux côtés de Michel Galabru et Comment devenir une mère juive en 10 leçons en 1989, aux côtés de Marthe Villalonga. Il tourne aussi dans de nombreux films, comme La Neige et le Feu en 1991, aux côtés de Vincent Pérez. Il participe également à quelques séries télévisées, notamment Tribunal en 1991 et Les Cœurs brûlés en 1992 sur TF1.
En 1993, poussé par son père, Cyril passe une audition chez AB productions : il est retenu, d’abord pour jouer un petit rôle dans la sitcom Hélène et les Garçons puis également dans Le Miracle de l'amour.
En 1994, il joue dans Le Miel et les Abeilles, où il incarne le rôle de « Johnny », de son vrai nom « Georges Grandcoin du Toit », jeune rockeur déjanté et envahissant. Cyril endosse un rôle de composition et apparaît coiffé d’une banane de rockeur. Le personnage, qui au départ était censé n’exister que pour quelques épisodes, fait tellement bonne impression aux scénaristes que Cyril est immédiatement rappelé pour reprendre définitivement le rôle de Johnny dans la série. Cyril se fait connaître du grand public grâce à ce rôle. Au fil des épisodes, le rockeur devient peu à peu le véritable personnage central de la série, au détriment du rôle de Lola Garnier qu’incarne Malaury Nataf.[réf. souhaitée]
En 1995, Cyril Aubin apparaît dans Les Nouvelles Filles d'à côté, interprétant le rôle de Benoît, jeune étudiant hébergé chez son oncle Marc Malloy (Thierry Redler).
En 1996, Cyril fait aussi une apparition dans la série L'École des passions. Il apparaît également lors du Club Dorothée vacances se déroulant à Bonheur City en tant que Superman.
En 1999, il joue notamment dans Le Barbier de Séville de Beaumarchais et dans Dom Juan de Molière la même année.
Dans les années suivantes, Cyril se consacre surtout au théâtre et au doublage français en prêtant sa voix dans des films, des séries télévisées américaines et des séries d'animation.
En 2000, Cyril apparaît en soldat dans le téléfilm La Bicyclette bleue. La même année, il remonte sur les planches dans George Dandin de Molière, puis retrouve à nouveau Dom Juan (au théâtre Aktéon).
En 2002, Cyril apparaît dans la série télévisée H, aux côtés de Jamel Debbouze et Éric et Ramzy.
En 2008 et 2011, il joue dans Section de recherches.
En 2013, il a fait quelques apparitions dans la série Scènes de ménages.
En 2015, il incarne Alain dans un épisode de la série Camping Paradis.
Fin 2017, il fait une apparition dans Les Mystères de l'Amour lors de deux épisodes spéciaux à la montagne où Hélène accouche de son premier bébé.
En 2019, il revient dans la série  Les Mystères de l'Amour, pour un épisode, où il reprend son rôle de  « Georges Grandcoin du Toit », dit  « Johnny », de la série Le Miel et les Abeilles. Il y retrouve alors sa partenaire de l'époque à l'écran, Mallaury Nataf, qui elle-même reprend son rôle de « Lola » qu'elle tenait dans les années 90.
En 2024, il apparaît dans la série Scènes de Ménages pour un épisode, où il joue le rôle d’un voisin, Mr Agnelli, souhaitant apparaître dans le journal que tient Fabien pour publier son navet de 17kg.

## Théâtre
- 1988 : L’Hurluberlu de Jean Anouilh, mise en scène de Gérard Vergez, en alternance, théâtre du Palais-Royal
- 1988 : Les Cannibales de Wolfram Mehring, théâtre national de Chaillot
- 1989 : Comment devenir une mère juive en 10 leçons de Paul Fuks d'après Dan Greenburg, mise en scène Tooti Masson, théâtre Saint-Georges
- 1996 : Merci de votre visite de Cyril Gély, Point Virgule
- 1998 : Le Jeu de l'amour et du hasard de Marivaux, mise en scène Michel Morizot, tournée aux Antilles
- 1999 : L'homme est une marchandise comme les autres de Gilles Tourman, mise en scène Marc Lesage
- 1999 : La Bonne Mère de Carlo Goldoni, mise en scène Sophie Lorotte
- 1999 : L'Illusionniste de Sylvie Suzor, tournée en Asie centrale
- 2000 : George Dandin de Molière, mise en scène Michel Morizot, théâtre Déjazet
- 2001 : Dom Juan de Molière, théâtre Aktéon
- 2002 : Le Barbier de Séville de Beaumarchais, mise en scène Sophie Lorotte, au Tambour Royal
- 2002 : Dom Juan de Molière, mise en scène Pierre-Marie Carlier
- 2004 : Le Songe d'une nuit d'été de William Shakespeare, mise en scène Sophie Lorotte
- 2006 : Mastication de Patrick Kermann, mise en scène Pierre-Marie Carlier, Ciné 13 Théâtre
- 2010-2013 : Le Repas des fauves de Vahé Katcha, mise en scène Julien Sibre, théâtre Michel : Dr Jean-Paul Pagnon
- 2014 : Piège à Matignon de Jean-Pierre Pernaut, Nathalie Marquay-Pernaut et Jean-Claude Islert, mise en scène Éric Civanyan
- 2023 : Le Repas des fauves de Vahé Katcha, mise en scène Julien Sibre, théâtre Hébertot

### Mise en scène
- 1994 : Soirées bourgeoises de Guy Foissy, théâtre de Nesles

## Filmographie

### Cinéma

#### Longs métrages
- 1980 : La Soupe aux choux de Jean Girault (rôle coupé au montage)
- 1980 : Pourquoi pas nous ? de Michel Berny
- 1980 : Croque la vie de Jean-Charles Tacchella : junior no 2
- 1988 : Snack Bar Budapest de Tinto Brass
- 1990 : Dames galantes de Jean-Charles Tacchella : le jeune officier
- 1991 : La Neige et le Feu de Claude Pinoteau
- 1994 : La Cité des enfants perdus de Marc Caro et Jean-Pierre Jeunet : le clone no 4 (doublure)
- 1995 : État des lieux de Jean-François Richet : samouraï
- 2000 : Le Royaume des rapiats de Michel Vignaud
- 2007 : Fragile(s) de Martin Valente : le policier d'aéroport
- 2010 : Crime de Vincent Ostria
- 2012 : Cloclo de Florent Emilio Siri : le technicien régie de télévision
- 2020 : Mine de rien de Mathias Mlekuz : René
- 2020 : Vaurien de Peter Dourountzis : le contrôleur

#### Courts métrages
- 2009 : Le Problème avec Tom de Frédéric Ramade : l'homme qui tousse
- 2013 : Peuple de Mylonesse, pleurons la Reine Naphus d'Éric Le Roch : l'assistant mise en scène
- 2015 : Fanette de Sébastien Chamaillard
- 2017 : Je suis presque comme toi de Laetitia Giorda

### Télévision

#### Téléfilms
- 1979 : Des vertes et des pas mûres de Maurice Delbez : Pierrot
- 1980 : Le Bonheur des tristes de Caroline Huppert : un enfant du préventorium
- 1982 : Les Mouettes sur la Saône de Jean Sagols : François
- 1983 : L'Œil du mort de Fabrice Cazeneuve
- 1983 : Deux Filles sur un banc de Alain Ferrari
- 1984 : Destination Noël de D. Masson
- 1986 : Grand Hôtel de Jean Kerchbron : Arthur Hawks

#### Séries télévisées
- 1980 : Les Dossiers de l'écran : rôle inconnu (saison 14, épisode 16 : La Faute d'André Cayatte)
- 1981 : Mon meilleur Noël : rôle inconnu (épisode 9 : L'Oiseau bleu de Gabriel Axel)
- 1982 : Paris Saint-Lazare : rôle inconnu
- 1991 : Tribunal : rôle inconnu (diffusée sur TF1, épisodes inconnus)
- 1992 : Les Cœurs brûlés de Jean Sagols : Tonin (épisodes 1, 2, 5, 7 et 8)
- 1993 : Hélène et les Garçons : Maxime (produit par AB productions diffusée sur TF1, épisode 65)
- 1994 : Le Miracle de l'amour : Cyril (produit par AB productions diffusée sur TF1, épisodes 13, 14 et 15)
- 1994-1995 : Le Miel et les Abeilles : « Johnny » Georges Grandcoin du Toit (produit par AB productions diffusée sur TF1)
- 1995 : Les Nouvelles Filles d'à côté : Benoît (produit par AB productions diffusée sur TF1, épisodes 146 à 156 et 158 à 170)
- 1996 : L'École des passions : Cyril (produit par AB productions diffusée sur TF1)
- 1998 : Eva Mag de C. François, A. Boury et A. Sachs : rôle inconnu (diffusée sur Canal+)
- 2000 : La Bicyclette bleue de Thierry Binisti : l'officier du planton du ministère (mini-série en 3 épisodes)
- 2002 : H : Loïc
- 2008 / 2011 : Section de recherches : l'assistante Nadia (saison 3, épisode 8) / Tic Manu (2 épisodes, saison 6)
- 2012 : Engrenages : la voix à la radio (saison 4, épisode 4 - non crédité)
- 2013 : Scènes de ménages : le père de Léna (avec Cédric et Marion)
- 2014 : Profilage : le patron du Labo Photo (saison 5, épisode 7 : Les Prédateurs)
- 2015 : Camping Paradis : Alain (saison 6, épisode 7 : Notre belle famille)
- 2015 : L'Amour à 200 mètres : Richard (saison 1, épisode 6)
- 2015 : Meurtres à... : Daniel Jourdan (saison 3, épisode 2 : Meurtres à la Rochelle)
- 2017 : Fais pas ci, fais pas ça : l'huissier de justice (Géraldine) (saison 9, épisode 2 : Une vie de rêves)
- 2017 : Les Mystères de l'amour : rôle inconnu (soirée du 17 décembre 2017)
- 2018 : Dix pour cent : l'officier d'état-civil (saison 3, épisode 4 : Isabelle)
- 2019 : Les Mystères de l'amour : Johnny (lors du mariage de Fanny et Christian) (prime time 2019)
- 2019 : Plus Belle la Vie : Yves (saison 16)
- 2024 : Scènes de ménages : M. Angelli
- 2025 : Demain nous appartient : Joseph Renoud

## Doublage

### Cinéma

#### Films
- Jamie Kennedy dans : 
  - Scream 2 (1997) : Randy Meeks
  - Scream 3 (2000) : Randy Meeks (caméo vidéographique)
- Thomas McCarthy dans :
  - Mon beau-père et moi (2000) : Dr Bob Banks
  - Mon beau-père et nous (2010) : Dr Bob Banks
- 1997 : Une vraie blonde : Joe (Matthew Modine)
- 1998 : Big Party : le chanteur (Breckin Meyer)
- 1999 : Elle est trop bien : Dean Simpson (Paul Walker)
- 1999[n 2] : Cyclone ou Twisted 2 : Hunter #1, le technicien (Justin Connor) et voix additionnelles
- 2000 : Scary Scream Movie : Bonder (Danny Strong)
- 2001[n 3],[n 4] : American Campers : Adam (Jordan Bridges)
- 2002 : Joue-la comme Beckham : Joe (Jonathan Rhys-Meyers)
- 2002 : John Q : Mitch Quigley (Shawn Hatosy)
- 2004 : N'oublie jamais : Fin (Kevin Connolly)
- 2006 : Destination finale 3 : Frankie Cheeks (Sam Easton (en))
- 2009 : Infestation : Cooper (Chris Marquette[n 4])
- 2010 : Marmaduke : voix d'animaux secondaires
- 2010 : Very Bad Cops : Bob Littleford (Michael Delaney)

#### Films d'animation
- 1976[n 5] : Magnos le robot : Gordon Starky[1]
- 2002 : Neon Genesis Evangelion: Death and Rebirth : Shinji Ikari
- 2002 : The End of Evangelion : Shinji Ikari
- 2008 : Igor : voix du présentateur, les gardes royaux, le public du palais Omnimorts
- 2009 : Vexille : Léon Fayden[n 6]
- 2010 : Evangelion: 2.0 You Can (Not) Advance : Makoto Hyuuga

### Télévision

#### Téléfilms
- 2012 : Pour le sourire d'un enfant : Adam (Tanner Dow)

#### Séries télévisées
- Stephen Amell dans :
  - Heartland (2008) : Nick Harwell (saison 1)
  - 90210 Beverly Hills : Nouvelle Génération (2012) : Jim (saison 4)
- date inconnue : Charmed : voix d'un personnage (saison 5, épisode ?)
- 2000 : Freaks and Geeks : Mark (Mark Allan Stauback)
- 2003 : Alias : Patient Zéro (John Koyama) (saison 2, épisode 6)
- 2006 : Surface : Jackson (Austin Nichols)
- 2007 : 24 heures chrono : voix de personnages secondaires (saison 5)
- 2008 : The Riches : Maurice Devereaux (Ntare Mwine) (saison 2)
- 2010-2011 : Dexter : un des vrais Kyle Butler no 2 (Keith Gordon) (saison 4, épisode 11) et voix de personnages secondaires (épisode 12 / saison 5, épisodes 2, 5 et 6)
- 2012 : Burn Notice : Oswald Patterson (Ptolemy Slocum) (saison 5, épisode 13)
- 2012 : Joséphine, ange gardien : Carlo Borelli (Jan Pokorny) et le chauffeur de taxi (Robin Sobek) (saison 14, épisode 1 : Le Cirque Borelli)
- 2013 : Dr Emily Owens : Dr Jamie Albagetti (Mark Ghanimé)
- 2013 : Les Enquêtes de Morse : Jim Strange (Sean Rigby)
- 2013 : La Bible : Judas (Joe Wredden)
- 2013 : The Mindy Project : Parker (Mort Burke)
- 2014 : House of Cards : Paul Capra (Wass Stevens)
- 2016 : Game of Thrones : Bobono (Leigh Gill) (3 épisodes)

#### Séries d'animation
- 1977[2] : Grand Prix (en) : Sean Corrigan[3] (3e doublage, DVD)
- 1997-1999 : Neon Genesis Evangelion : Makoto Hyuuga
- 2005-2007 : Initial D : voix additionnelles
- 2005 : Midori Days : Osamu Miyahara
- 2006 : Les 12 royaumes : Rakushun
- 2006 : Master Keaton : Victor Miller enfant (épisode 29) / Pietro Meda (épisode 33) / Phil (épisode 34)
- 2006-2010 : Galactik Football : Ahito et voix additionnelles
- 2007 : Les Quatre Fantastiques : Les Plus Grands Héros de tous les temps : Johnny Storm / la Torche Humaine
- 2008 : Devil May Cry : Ernest
- 2009-2012 : Iron Man : Tony Stark / Iron Man
- 2010 : School Rumble : Kyousuke Imadori (2e voix) et Fuyuki Takeichi (2e voix)
- 2011 : Tara Duncan : Fabrice
- 2012-2013 : Bakuman. : Yūjirō Hattori[4]

## Émissions de télévision
Le 13 mai 2007, Cyril participe au jeu télévisé Le Maillon Faible pour l’association Sidarta, lors d’une spéciale Copains d’enfance Club Dorothée.
Le 25 février 2009, il est l’invité de Jean-Luc Delarue dans l’émission Toute une histoire sur France 2, où il revient sur la période de son succès dans Le Miel et les Abeilles.
Le 12 décembre 2009, un reportage lui est consacré dans l'émission Accès Privé sur M6, où il explique qu'il réalise des doublages pour des séries.